# Tennis Club Amsterdam
Tennis Club Amsterdam (TCA) werd opgericht in 1975 door enkele leden van de Amsterdamsche Hockey & Bandy Club (AH&BC), waar de tennisclub nog steeds aan grenst. Het maximumaantal leden is vastgesteld op 600.
De vereniging beschikt over een van de gemeente gehuurd tennispark met 6 verlichte gravelbanen. Het park is gedurende het officiële zomerseizoen geopend.
TCA is niet te verwarren met Tennisvereniging Amsterdamse Bos, opgericht in 2023, gelegen naast hockeyclub Pinoké.